# كاتدرائية بطرس وبولس

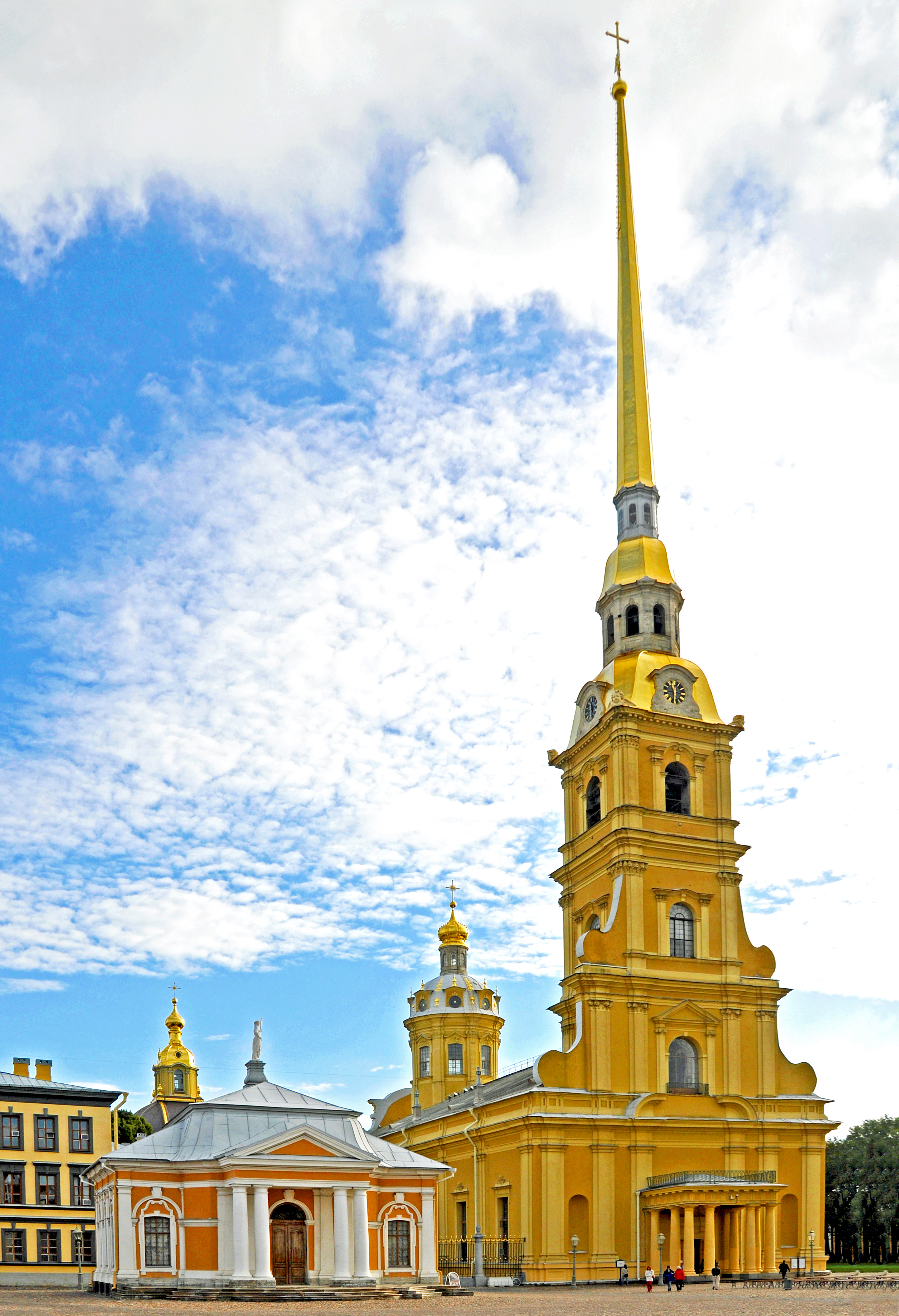
كاتدرائية بطرس وبولس.

كاتدرائية بطرس وبولس (بالروسيّة: Петропавловский собор) هي كاتدرائية روسية أرثوذكسية تقع داخل قلعة بطرس وبولس في مدينة سانت بطرسبرغ في روسيا.
وهي أول وأقدم معلم في سانت بطرسبرغ، وبنيت بين الأعوام 1712 و1733 على طول نهر نيفا. وقد بنيت كل من الكاتدرائية والقلعة في الأصل تحت حكم بطرس الأكبر، والتي صممها دومينيكو تريزيني. برج جرس الكاتدرائية هو أطول برج جرس أرثوذكسي في العالم. وتعتبر الكاتدرائية أحيانًا أعلى كنيسة أرثوذكسية في العالم. هناك كاتدرائية آخرى تحمل نفس الاسم في سانت بطرسبرغ، وتقع في بيتيرهوف.
تضم الكنيسة قبور أسرة رومانوف الأسرة المالكة الثانية والأخيرة التي حكمت الإمبراطورية الروسية. وتضم القبور من بطرس الأكبر إلى الإمبراطور نيقولا الثاني إمبراطور روسيا وأبنائه. حيث تم وضع رفاتهم في نهاية المطاف إلى في يوليو 1998. ودفنت في الكنيسة أيضًا الإمبراطورة كاترين الثانية التي حكمت الإمبراطورية الروسية لمدة 34 عامًا.
من بين أسرة رومانوف فقط بيتر الثاني وإيفان السادس لم يدفن في الكنيسة. دفن بيتر الثاني في كاتدرائية ميخائيل رئيس الملائكة في الكرملين في موسكو. ودفن إيفان السادس في قلعة شليسينبورغ.
في 28 أيلول 2006، بعد 78 عامًا على وفاتها، دفنت ماريا فيودوروفنا في كاتدرائية القديس بطرس وبولس. وهي زوجة القيصر ألكسندر الثالث، وأم نيقولا الثاني إمبراطور روسيا ، توفيت ماريا فيودوروفنا في 13 أكتوبر 1928 في المنفى في بلدها الدنمارك. ودفنت في كاتدرائية روسكيلد في الدانمارك. في عام 2005، وافقت حكومات الدنمارك وروسيا على نقل رفات الإمبراطورة إلى سانت بطرسبرغ وفقا لرغبتها في أن تدفن إلى جانب زوجها.

## أعلام
- ألكسندر الثاني
- نيقولا الثاني إمبراطور روسيا
- ألكسندر الأول
- بطرس الأكبر
- بافل الأول